# Placca delle Shetland

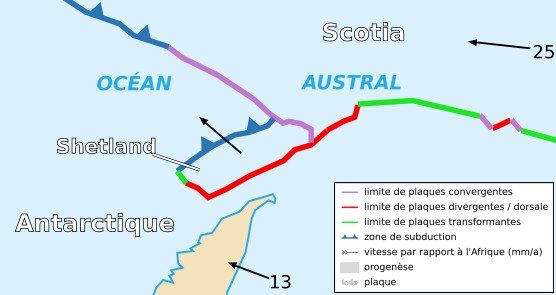
Mappa della placca delle Shetland

La placca delle Shetland australi è una delle placche tettoniche in cui  è divisa la crosta terrestre, generalmente associata alla placca antartica e situata nella parte del continente più vicina a capo Horn e quindi all'America meridionale.
È classificata tra le placche tettoniche minori. Prende il nome dalle Isole Shetland Meridionali, situate a sud-est sulla placca antartica. È delimitata a sud da un margine divergente e a nord da una zona di subduzione che tocca i 4/5 000 metri di profondità.